# József Szén
József Szén (Budapest, 9 luglio 1805 – 13 gennaio 1857) è stato uno scacchista ungherese.
Si laureò in legge e divenne poi capo-archivista della municipalità di Pest. Giocava spesso a scacchi nel caffè Worm di Pest, sfidando chiunque per la posta di 20 Kreuzer. Particolarmente forte nei finali, veniva chiamato il Philidor ungherese.

Nel 1836 giocò a Parigi un match con La Bourdonnais in cui La Bourdonnais gli dava il vantaggio di due mosse e pedone; Szén vinse il match per 13 - 12 (nessuna patta).
Nel 1839 fondò il circolo scacchistico di Budapest (Pesti Sakk-kor). Nello stesso anno perse un match con Karl Mayet a Berlino (+ 2 - 3 = 1). Tra il 1842 e il 1846 capeggiò una squadra di Pest in un incontro per corrispondenza contro la città di Parigi. Pest vinse per 2-0, senza patte. In questo incontro la squadra ungherese introdusse l'apertura 1. e4 e5 2. Cf3 Cc6 3. Ac4 Ae7, poi chiamata difesa Ungherese. Dopo il fallimento della rivoluzione ungherese del 1848, vennero vietate tutte le attività sociali di gruppo, compresi gli scacchi. Il divietò restò in vigore fino al 1864.
Szén prese parte al primo torneo internazionale di Londra 1851, classificandosi 5º. Nel primo turno superò Newham 2 - 0, poi perse 2 - 4 col vincitore del torneo, Adolf Anderssen; nel terzo turno batté Bernhard Horwitz per 4 - 0 e nel quinto Alexander Kennedy per 4,5 - 0,5. Nel 1852 pareggiò un match con Ernst Falkbeer a Vienna (+ 9 – 9 = 2) e nel 1853 perse a Londra un match con Daniel Harrwitz (+ 1 – 3 = 1).